# Українська селянська спілка
Українська селянська спілка (також Селянська спілка) — «професійно-класова» організація, яка об'єднувала незаможне селянство в Україні 1917—1919. Спілка мала власне друковане видання — щоденну газету «Народна воля».

## Передумови виникнення

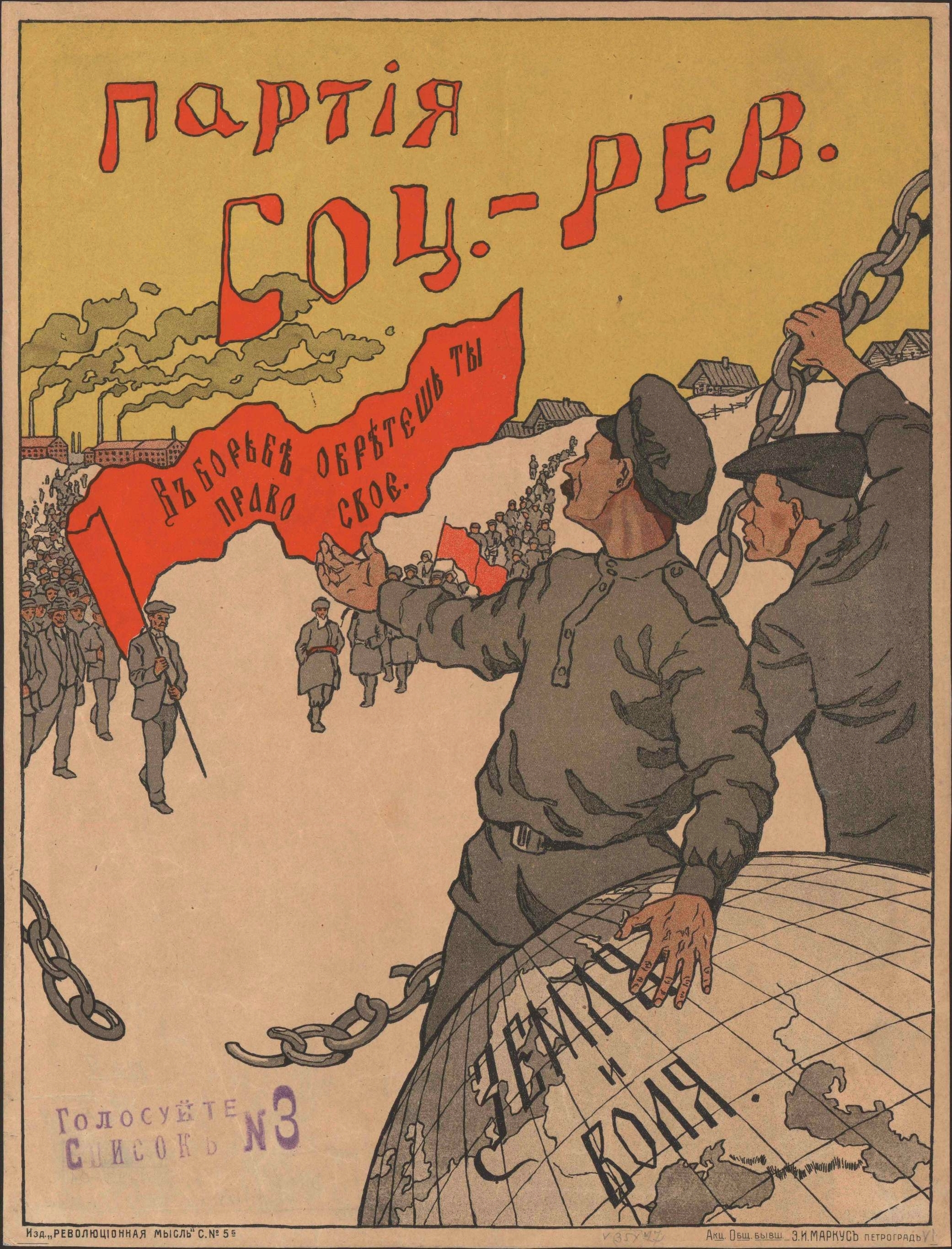
Передвиборний плакат есерів 1917 року

Вже в перші дні після Лютневої революіції 1917 з ініціативи російських есерів почалося створення рад селянських депутатів та «селянських союзів» на всій території Російської імперії. У квітні—травні 1917 осередки «Всеросійського селянського союзу» були утворені у Катеринославській, Таврійській та Чернігівській губерніях.
Поширення ідеї організації станових селянських спілок у глиб «старих» українських земель, а також піднесення національного руху, зокрема створення УЦР, сприяли їх національній ідентифікації. На території Київської, Полтавської та Подільської губерній, де спостерігалося абсолютне домінування Української партії соціалістів-революціонерів, йшов інтенсивний процес формування місцевих осередків альтернативної «Всеросійському селянському союзу» — Української селянської спілки.

## Заснування
Питання про створення Селянської спілки було поставлене на І з'їзді УПСР, який проходив 4—5 квітня (17—18 квітня) 1917. Вже 6—7 квітня (19—20 квітня) 1917 на з'їзді діячів українського села створено Українську селянську спілку та обрано її Тимчасовий центральний комітет у складі: М. Стасюк (голова), Т. Осадчий, А. Сербиненко, В. Коваль, І. Сніжний. Метою ствотрення організації було задекларовано боротьбу за національну автономію та земальну реформу, забезпечення належного представництва селянства у органах місцевого самоуправління та відстоювання станових селянських інтересів під час вироблення політики місцевої влади.
На з'їзді ухвалено рішення про організацію осередків Селянської спілки в усіх селах, волостях, повітах та губерніях. В розгорнутій у пресі пропагандистській кампанії поширювалися інструктивні матеріали щодо механізмів формування місцевих комітетів Селянської спілки.

## Організація

Делегати Першого Всеукраїнського селянського з'їзду

Задля належної легітимації у середовищі селянства, місцеві осередки Селянської спілки формувалися на загальноселянських зборах кожного населеного пункту, на яких обирався сільський комітет у складі щонайменше п'яти осіб. Волосні органи спілки формувались на загальних зборах уповноважених від окремих сіл, які обирали волосний комітет. У разі можливості формувалися спеціальні виконавчі структури («бюро допомоги») з просвітних, політичних, юридичних, медичних, культурних та інших справ. До складу комітетів могли входити лише селяни, а сільська інтелігенція чи інші прихильники «селянських ідей» безпосередньо до складу спілки не входили, проте вони могли залучатися до роботи у повітових «бюро».
Найважливішими завданнями волосних комітетів спілки була участь у роботі місцевих продовольчих та земельних органів з метою відстоювання інтересів селянства, а також підготовка до проведення виборів до Всеросійських установчих зборів.
Волосні комітети селянської спілки об'єднуються в повітові та губернські комітети, а далі — у «Всеукраїнську Селянську спілку». Для контролю за роботою урядових інституцій Селянська спілка мала формувати повітові та губернські ради селянських депутатів. Фінансування діяльності Селянської спілки базувалось на обов'язкових членських внесках, спочатку 50 коп. на рік., пізніше — 1 крб. За цільовим використанням коштів слідкувала Ревізійна комісія. Невелика сума внеску відкривала можливість для участі у спілці найширших середньо і малозаможних верств села.
28—29 квітня (10—11 травня) 1917 відбувся губернський з'їзд селянських спілок Київщини, який ухвалив рішення про створення на місцях комітетів усіх рівнів саме Всеукраїнської селянської спілки, проте таки надіслав делегацію в складі 27 осіб до Всеросійської ради селянських депутатів.

Протягом травня—червня 1917 губернські з'їзди Херсонщини, Полтавщини, Чернігівщини та Поділля. Делегати з'їздів підтримали політику Української Центральної Ради, у своїх рішеннях висунули вимоги скасування приватної власності на землю, автономії України у складі федеративної Росії, скликання українського сейму, українізації армії.

На Катеринославщині краєвий з'їзд скликали представники Всеросійського селянського союзу. Представникам Української селянської спілки Д. Дубовому і І.Романченку відмовили навіть у виступі. На з'їзді було ухвалено рішення «залишатися у складі Всеросійського селянського союзу з центром у Петрограді»
Остаточне організаційне оформлення відбулося на Першому Всеукраїнському селянському з'їзді 28 травня — 2 червня (10—15 червня) 1917 року у Києві, де селян з 1000 повітів представляли 2500 делегатів. На з'їзді Селянська спілка підтримала політику Української Центральної Ради та вибрала свій ЦК (М. Ковалевський, М. Стасюк, В. Винниченко, П. Христюк, Б. Мартос, А. Степаненко, М. Осадчий, І. Пугач, А. Лівицький) і Всеукраїнську Раду Селянських Депутатів (133; вони включилися до складу Української Центральної Ради), яка давала політичне спрямування Селянській Спілці.

## Діяльність
Селянська Спілка домагалася від Української Центральної Ради скасування приватної власності на землю і передачі її у власність народові, не визнала гетьманської влади. Скликаний Селянською Спілкою 2 Всеукраїнський Селянський З'їзд відбувся 21 — 23 травня 1918 потай у Голосіївському лісі поблизу Києва; він висловив протест проти втручання німців в українські справи, заявив свою вірність Українській Народній Республіці, закликав селянство до боротьби з гетьманатом. Після поділу УПСР (15 травня 1918) Селянська Спілка, на відміну від совєтофільських боротьбістів, опинилася в «центральній течії» УПСР під проводом Н. Григоріїва. Селянська Спілка мала 3 представників в Українському Національному Союзі, у Директорії її представником був Ф. Швець; на той час гол. Селянської Спілки був О. Янко (він же й голова Організаційного Комітету УПСР).

## Рада селянських депутатів і селянські з'їзди
- Всеукраїнська Рада селянських депутатів
  - Перший Всеукраїнський селянський з'їзд
  - Всеукраїнський селянський з'їзд (1918)